# Mercy Mercy - Adoptionens pris
|  | Denne artikel er oprettet af botten PalnaBot ud fra en ekstern database. Den kan derfor have sproglige fejl eller mangler. Denne skabelon kan fjernes efter kontrol af indholdet. |

Mercy Mercy - Adoptionens pris er en film instrueret af Katrine W. Kjær.

## Handling
To familiers skæbner flettes sammen i historien om et dansk forældrepar, Henriette og Gert, der skal adoptere 4-årige Masho og hendes 2-årige lillebror Roba fra et etiopisk ægtepar, Sinkenesh og Husen. De to familier har forskellige motiver for at vælge adoption - for det etiopiske par handler det om at sikre børnene et bedre liv, for de danske forældre om at få opfyldt drømmen om at få børn og skabe en familie. I det fattige Etiopien er antallet af børn, der bortadopteres til udlandet, mangedoblet på få år, og udenlandske adoptionsorganisationer strømmer til. Filmen sætter spørgsmålstegn ved den vestlige verdens velmenende forsøg på at hjælpe den tredje verden gennem adoption.